# 復仇 (2009年電影)
《復仇》，是一部2009年的香港、法國合作電影，由杜琪峰担纲导演，Johnny Hallyday、黃秋生、任達華主演。《復仇》在2009年5月在法國首映，香港則在同年8月20日上映。本片入選第62屆坎城影展正式競賽單元。

## 故事大綱
法籍廚師 Costello (Johnny Hallyday 飾) 為遠嫁澳門的愛女一家慘遭滅門而展開復仇行動。Costello表面是廚藝了得的法國廚師，實際上他曾經是一名冷血殺手。  
另一方面，他正在面對自己記憶力迅速衰退的問題。為了在未忘記仇人之前盡快完成復仇，他找來了三位職業殺手，鬼 (黃秋生 飾)、柱 (林家棟 飾) 及肥樂 (林雪 飾) 協助其復仇計劃。他們一行四人來到陌生的香港尋找仇人。此時，他們卻迷失於敵友難分的局面中。

## 演員表
| 演員            | 角色             | 關係/暱稱 | 備註               |
| Johnny Hallyday | Francis Costello | 前職業殺手，轉行當廚師至退休 因女兒Irene求助而重出江湖 |                    |
| Sylvie Testud   | Irene Tompson    | Costello的女兒 為報丈夫及兒子們被殺之仇 向Costello求助 |                    |
| 黃秋生          | 李元桂           | 阿鬼 職業殺手 阿柱與肥樂的老大 受命於George Fung,後反目 Costello向阿鬼一等人求助                                                                           |                    |
| 任達華          | 馮喬治           | 本片終極大反派 George Fung 黑幫首領 阿鬼與蟒蛇等殺手的老大，後與阿鬼一伙反目 主使蟒蛇一伙殺死Irene一家 蟒蛇一伙死後，殺死張東尼與阿鬼一伙 後被Costello殺死 |                    |
| 林雪            | 徐樂             | 肥樂 職業殺手 以阿鬼馬首是瞻 | 英語配音員：陳子聰 |
| 林家棟          | 姚家柱           | 阿柱 職業殺手 以阿鬼馬首是瞻 | 英語配音員：尹子維 |
| 邵美琪          | 王子淳督察       | 司警 負責Irene被滅門一案 | 英語配音員：郭少芸 |
| 吳廷燁          | 烏鴉             | 殺手 以蟒蛇馬首是瞻 殺死Irene一家 |                    |
| 張兆輝          | 土狼             | 殺手 海鮮店店員 以蟒蛇馬首是瞻 殺死Irene一家 被Irene槍傷左耳                                                                                               |                    |
| 黃日華          | 蟒蛇             | 殺手 海鮮店老闆 土狼與烏鴉的老大 受命於George Fung 殺死Irene一家                                                                                           |                    |
| 馮淬帆          | 張東尼（老表）   | 拾荒漢，實為改造與販賣槍械者 在阿鬼一伙與George反目後，被George手下們折磨致死                                                                              |                    |
| 葉 璇           | 多仔婆           | 受阿鬼委托負責照顧記憶衰退的Costello 阿鬼一伙死後，協助Costello殺George                                                                                    |                    |
| 谷祖琳          |                  | 烏鴉妻 |                    |
| 江美儀          |                  | 土狼妻 |                    |
| 珈潁            |                  | 蟒蛇妻 |                    |
| 徐忠信          | 馮喬治手下       | |                    |
| 林偉            | 馮喬治手下       | 因與George的女友有染，而被聽命George的阿鬼一伙殺死 |                    |
| 羅永昌          | 老五             | 黑市醫生 負責拯救被阿鬼等人鎗傷的蟒蛇等人 |                    |
| 施祖男          |                  | Costello的女婿 因向警方提供對George不利的證據，被George主使蟒蛇一伙殺死                                                                                    |                    |
| 黃華和          |                  | 澳門的士司機 曾接載Costello回酒店 |                    |
| 張睿羚          |                  | 與張東尼共事之拾荒者 |                    |

## 工作人員
- 導演：杜琪峰
- 編劇：韋家輝
- 監製：杜琪峰、韋家輝
- 原創音樂：羅大佑
- 攝影指導：鄭兆強 (HKSC)
- 剪接：David M. Richarson

## 各地電影分級制度
| 國家／地區 | 級別 |
| ---------- | ---- |
| 香港       | IIB  |
| 台灣       | 限   |
| 新加坡     | M18  |
| 馬來西亞   | 18SG |

## 獎項
| 頒獎典禮             | 獎項               | 名單   | 結果 |
| -------------------- | ------------------ | ------ | ---- |
| 第62屆坎城影展       | 金棕櫚獎           | 復仇   | 提名 |
| 第29屆香港電影金像獎 | 最佳原創電影音樂獎 | 羅大佑 | 提名 |
| 第4屆亞洲電影大獎    | 最佳原創音樂獎     | 羅大佑 | 獲獎 |

## 外部連結
- 開眼電影網上《復仇》的資料（繁體中文）
- 豆瓣电影上《復仇》的資料 （简体中文）
- 时光网上《復仇》的資料（简体中文）
- AllMovie上《復仇》的资料（英文）
- 爛番茄上《復仇》的資料（英文）
- 香港影庫上《復仇》的資料（繁體中文）
- 互联网电影数据库（IMDb）上《復仇》的资料（英文）